# Hermankage
Hermankage er en surdejskage, som forberedes over 10 dage, hvorefter den deles og noget af den bages, mens resten gives videre til venner. Derfor kaldes Herman også for venskabskage.
| Mad og drikke | Spire Denne artikel om mad og drikke er en spire som bør udbygges. Du er velkommen til at hjælpe Wikipedia ved at udvide den. |